# Chengguan, Yongchang
Chengguan (kinesiska: 城关) är en köping i nordvästra Kina. Den ligger i Yongchang härad i staden Jinchang i provinsen Gansu, omkring 290 kilometer nordväst om provinshuvudstaden Lanzhou. 